# Cardiotocografia

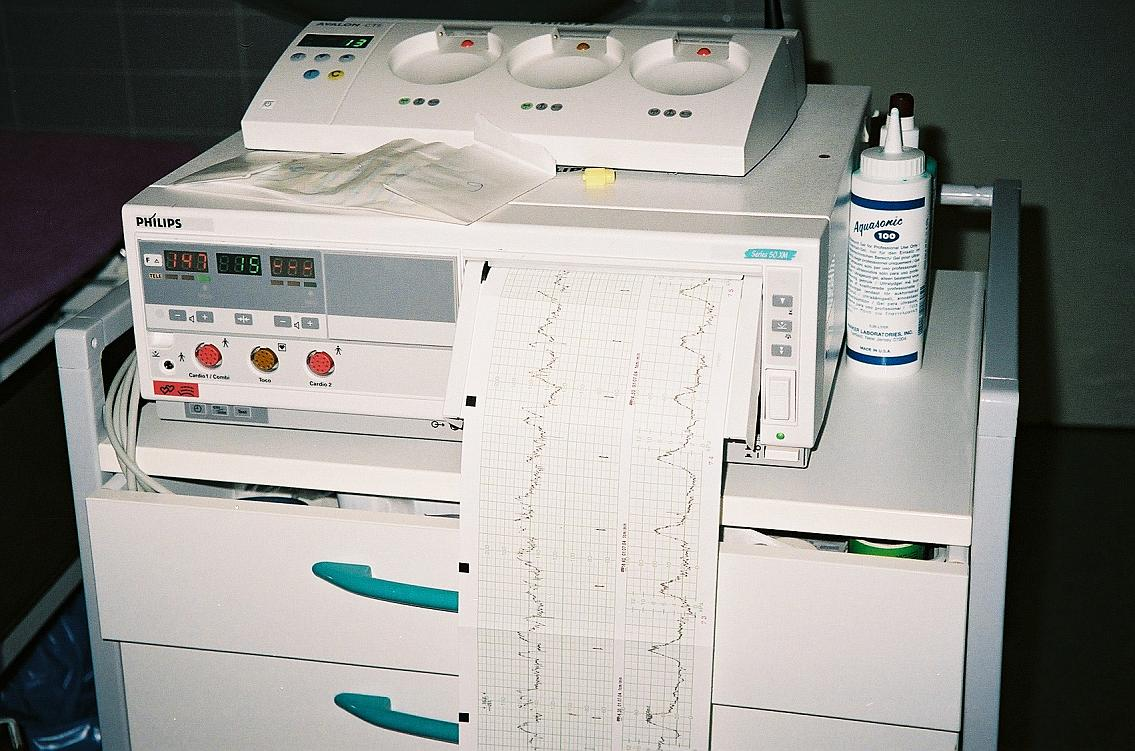
Um cardiotocógrafo registrando a frequência cardíaca fetal e as contrações uterinas

A cardiotocografia (CTG) é um método biofísico não invasivo de avaliação do bem estar fetal. Consiste no registro gráfico da frequência cardíaca fetal e das contrações uterinas. É classificada em cardiotocografia anteparto (quando realizada antes do início do trabalho de parto) e intraparto. É chamada de basal quando o exame ocorre sem interferência do examinador, e estimulada quando se utilizam recursos mecânicos ou vibro-acústicos para testar a reação do feto.
O correto comportamento da freqüência cardíaca fetal depende de dois fatores básicos:
- Do estado de normoxia dos centros cerebrais cardioacelerador (simpático) e cardiofrenador (parassimpático), situados no diencéfalo.
- Da integridade da inervação do coração.

Em condições normais, o feto apresenta aceleração transitória da freqüência cardíaca quando se movimenta. Quando hipoxemiado, esta resposta não ocorre.
A presença de oscilação da freqüência cardíaca fetal demonstra que o sistema de condução nervosa integrado pela córtex, pelo bulbo, vago e condução cardíaca estão intactos. Quando os mecanismos hemodinâmicos compensatórios fetais não mantêm a oxigenação cerebral, os impulsos corticais cessam e a variabilidade diminui. Se houver variabilidade normal da freqüência cardíaca fetal o feto ainda não apresenta hipoxia cerebral acentuada, com dano permanente. Existem também outros motivos para a diminuição da oscilação: ausência de córtex, bloqueio por drogas, bloqueio vagal ou bloqueio completo de ramo cardíaco.
A seguir são considerados os principais parâmetros da freqüência cardíaca fetal utilizados para o diagnóstico do bem estar fetal ou do sofrimento fetal.
- Acelerações: são aumentos transitórios na freqüência cardíaca fetal de no mínimo 15bpm. Podem estar associadas à atividade uterina ou à movimentação fetal. São sinais de bem estar fetal (reservas metabólicas). Diz-se que o feto é reativo quando há ao menos 2 pico de amplitude de 15bpm e duração de no mínimo 15s em um traçado de 20 min.
- Taquicardia: freqüência cardíaca fetal basal que persiste por mais de 10 minutos em ní¬veis superiores à 160 bpm (taquicardia moderada) ou a 180 bpm (taquicardia acentuada). É um dos primeiros sinais de sofrimento fetal agudo, em especial se associada a outras alterações como a perda de oscilação ou a presença de desacelerações.
- Bradicardia: freqüência cardiaca fetal basal inferior a 120 bpm (bradicardia moderada) ou a 100 bpm (bradicardia acentuada), também se mantida por tempo superior a 10 minutos. É sinal de hipoxia na maior parte das vezes, embora seja também observada em doenças cardíacas fetais, uso de drogas pela mãe e na presença de fatores constitucionais.
- Perda da oscilação: não estando a mãe em uso de medicação sedativa ou de atropina, amplitude da oscilação da linha de base inferior a 10 bpm (padrão comprimido) associa-se, com freqüência, ao sofrimento fetal agudo.

## Desacelerações
- Desaceleração precoce: caracteriza-se por diminuição temporária da freqüência cardíaca fetal ao mesmo tempo da contração uterina e resulta do reflexo vagal observado quando a cabeça do concepto é comprimida pela metrossistole no canal de parto (Dip 1 ou Dip cefálico). É mais freqüente após a rotura das membranas ovulares e, na grande maioria dos casos, não se associa ao sofrimento fetal.
- Desaceleração tardia: motivada pelas contrações uterinas, a desaceleração tardia (Dip II ou Dip placentário) espelha a resposta do coração fetal à hipoxia, que resulta na economia de consumo de oxigênio pelo miocárdio. O Dip é considerado tardio quando o intervalo de tempo que separa o início da contração uterina e o princípio da desaceleração é superior a 30 segundos (período de latência). É indicativo de sofrimento fetal agudo.
- Desaceleração variável: são desacelerações que não guardam relação com a contração uterina e que variam de aspecto no decorrer do exame. Geralmente resultam de compressão funicular, daí também serem nomeadas de Dips umbilicais ou Dips III. Quando o Dip é decorrente de compressão do cordão, inicialmente ocorre obstrução da veia umbilical com diminuição do retorno venoso ao coração, queda do débito cardíaco e taquicardia compensatória (aceleração inicial). À medida que a compressão se torna completa, desenvolve-se hipertensão fetal e o estímulo barorreceptor resulta em bradicardia. Ocorre ainda outro episódio de taquicardia (aceleração secundária), antes do retorno aos níveis basais. Enquanto a pO2 fetal não chegar a níveis críticos essa é uma resposta barorreceptora. Havendo hipoxia e acidose, a desaceleração se torna atípica. As desacelerações variáveis associam-se a maior risco de hipoxia fetal (DIP umbilical desfavorável) quando: não melhoram com a correção da postura da paciente, dos distúrbios da contratilidade ou com administração de oxigênio à mãe, duram mais que 30 segundos, perdem a aceleração inicial ou final, ou quando não retorna à FCF basal inicial ou recupera-se lentamente.